# مارانهاو (لاعب كرة قدم برازيلي)
مارانهاو هو لاعب كرة قدم برازيلي في مركز الهجوم، ولد في 19 مايو 1992 في كاجابيو في البرازيل. لعب مع نادي سيارا ونادي فورتاليزا ونادي كروزيرو ونادي هكن.

## وصلات خارجية
- مارانهاو (لاعب كرة قدم برازيلي) على موقع اتحاد السويد (السويدية)
- مارانهاو (لاعب كرة قدم برازيلي) على موقع قاعدة بيانات كرة القدم.إي يو (الإنجليزية)
- مارانهاو (لاعب كرة قدم برازيلي) على موقع Soccerway.com (الإنجليزية)
- مارانهاو (لاعب كرة قدم برازيلي) على موقع عالم كرة القدم.نت (الإنجليزية)